# Valdepeñas
Valdepeñas este un oraș spaniol, care se află în provincia Ciudad Real în comunitatea autonomă Castilia-La Mancha. Are o populație de 28.183 de locuitori și suprafață de 487,6 km². Este înfrățit cu Cognac, Franța. 
Numele orașului înseamnă „valea pietrelor”.